# Lucian Blaga
Lucian Blaga (9. květen 1895, Lancrăm (Sebeš) – 6. květen 1961, Kluž) byl originální rumunský filosof, básník a diplomat, narozený na území Rakouska-Uherska.

## Život

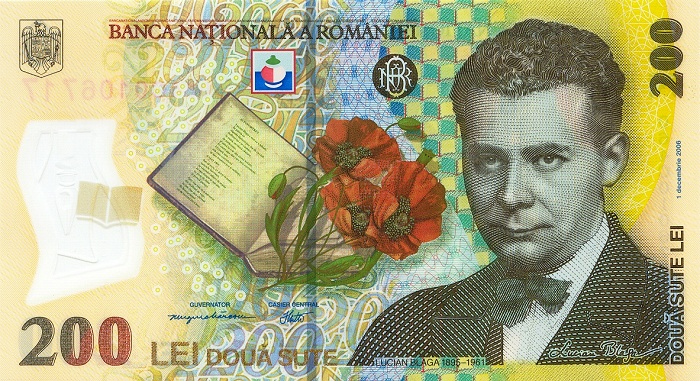
Lucian Blaga na bankovce 200 leu

Byl nejmladším synem pravoslavného kněze v etnicky rumunské vesnici Lancram (dnes součást města Sebeš) na východním okraji Rakousko-uherské monarchie. Otec, Isidor Blaga, byl vášnivý čtenář, který měl v mládí akademické ambice, znal německou filosofii, ale po předčasné smrti svého otce se dostal do finanční nouze a musel přijmout místo kněze v malé vsi, jejíž život neměl daleko ke středověkému. I když otec brzy zemřel, jeho osobní knihovna, ve vsi zcela mimořádná, byla pro Luciana zdrojem informací a zanechala v něm hluboký otisk. Stejně tak však nasál místní, ještě velmi živoucí legendy, balady, přísloví a lidové aforismy, které později shromáždil a zveřejnil v několika svazcích. Vždy tvrdil, že tato lidová moudrost má filosofickou váhu.
Rodiče ho poslali studovat do soukromých internátních škol, které však byli v Transylvánii jen německé a maďarské. Nejprve chodil do německé internátní školy v nedalekém městě Sebeš, kde si osvojil němčinu. Poté začal navštěvovat prestižní gymnázium Andrei Saguna ve městě Brašov, kde se vyučovalo německy, maďarsky, latinsky a řecky. Silně se zde začal zajímat o přírodní vědy, filosofii vědy, ale také o světová náboženství. Závěrečnou práci, která se na gymnáziu vyžadovala, věnoval tématu Einsteinovy teorie relativity a Poincarého neeuklidovské geometrii.
Chtěl jít na některou německou univerzitu, ale tomu zabránil počátek první světové války. Aby nemusel narukovat, zapsal se do rumunského pravoslavného semináře v Sibiu. I když neměl zájem o pastorační přípravu, vzrostl během tohoto studia jeho zájem o filosofii náboženství a dějiny umění. V roce 1917 získal bakalářský titul a zapsal se do magisterského studia filosofie na univerzitě ve Vídni. V této době vydal své první dvě knihy, knihu poezie a knihu aforismů. Měly solidní komerční úspěch, takže si mohl v poklidu financovat svá studia. Svou disertační práci s názvem Kultur und Erkenntnis (Kultura a poznání) obhájil v listopadu 1920. Věnoval se zde tématu filosofie kultury, k níž byl veden už tím, že vyrostl na rozhraní kultur - v multikulturní Transylvánii (kde žili Rumuni, Maďaři, Němci, Romové aj.), poznal kontrast takřka středověké rolnické vesnice a moderního velkoměsta, byl vzdělán v ortodoxní liturgii i moderní filosofii.

## Dílo
Jako jeden z posledních filosofů se pokusil vytvořit komplexní filosofický systém, což si od dob Hegelových předsevzal málokdo. Na tvorbu jeho systému měly největší vliv William James, Edmund Husserl, Henri Bergson, Albert Einstein, Sigmund Freud, Paul Tillich, Immanuel Kant, ale i někteří presókratici a Plótinos. Věnoval se epistemologii, metafyzice, estetice, filosofii kultury, filosofické antropologii, filosofii dějin, filosofii vědy a filosofii náboženství. Napsal třicet čtyři filosofických knih. Psal také básně, divadelní hry a publikoval jeden (autobiografický) román.
Jeho první filosofická kniha, Filosofia stilului (Filosofie stylu), vyšla v roce 1924 a od roku 1926 působil Blaga jako diplomat, mimo jiné i v Praze. Roku 1936 byl uveden do Rumunské akademie. V roce 1938 na univerzitě v Kluži založil a pak až do roku 1949 vedl katedru filosofie kultury. Po nástupu komunistů k moci byl zbaven univerzitního místa a dostal zákaz publikovat. Studoval a psal však dál a živil se jako knihovník. Po jeho smrti v roce 1961 bylo rumunskými úřady povoleno vydat několik jeho prací. Celé jeho dílo bylo zveřejněno až po pádu komunismu v roce 1989.